# Leucovibrissea
Leucovibrissea är ett släkte av svampar. Leucovibrissea ingår i familjen Vibrisseaceae, ordningen disksvampar, klassen Leotiomycetes, divisionen sporsäcksvampar och riket svampar.
|                | Anavirga                                  |
|                |                                           |
|                | Vibrissea                                 |
|                |                                           |
|                | Phialocephala                             |
|                |                                           |
|                | Acephala                                  |
|                |                                           |
|                | Chlorovibrissea                           |
|                |                                           |
| Leucovibrissea | \| \| Leucovibrissea obconica \| \| \| \| |
|                | \| \| Leucovibrissea obconica \| \| \| \| |
|                | Leucovibrissea obconica                   |
|                |                                           |

|  | Leucovibrissea obconica |
|  |                         |